# 釣腰

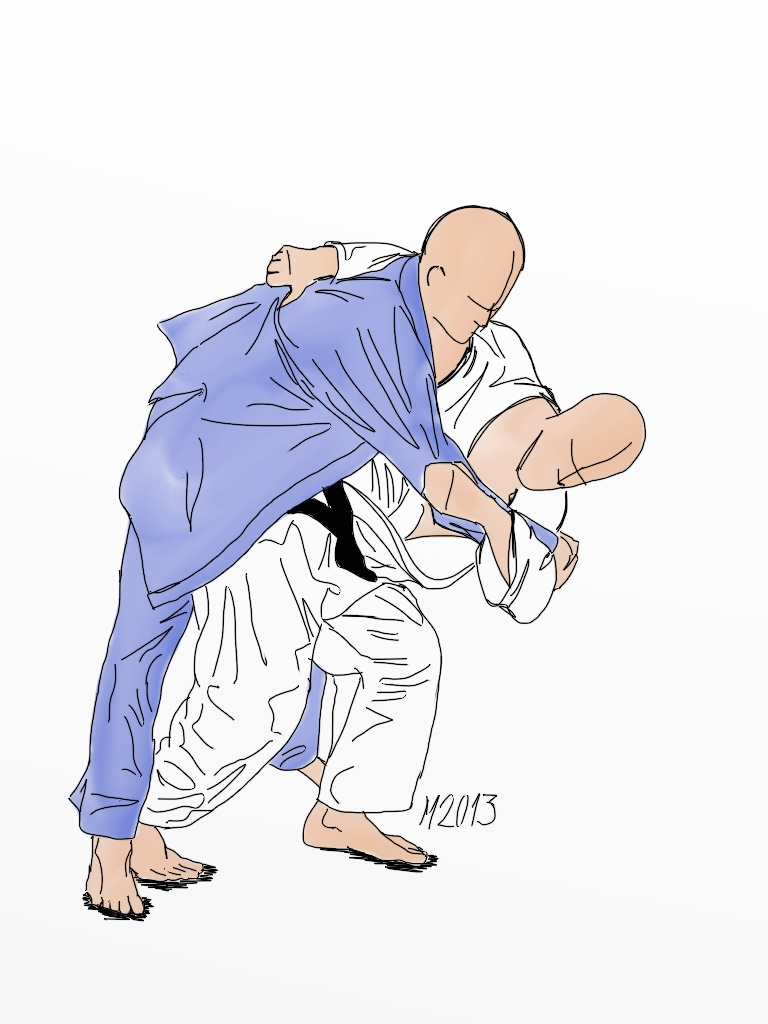
釣腰の基本形大釣腰のイラスト

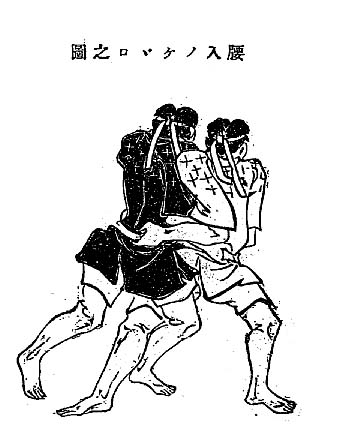
『天神真楊流柔術極意教授図解』より

釣腰（つりごし）は柔道の腰技の一つ。講道館や国際柔道連盟 (IJF) での正式名。IJF略号TGO。

## 概要
相手の後ろ帯を釣り上げ、後ろ腰に乗せて大腰のように投げる技である。また、跳腰か内股に連絡するか、これらの技を帯を持って仕掛けると、櫓投げの様な形になる。1948年の講道館機関誌『柔道』で玉嶺生は、相撲の決まり手では、上手投げ、下手投げ、腰投げにあたる旨、述べている。ルールでは帯を持つ組み手に一定の制限がある。
基本形は相手の肩越しに後ろ帯を掴む。別名大釣腰（おおつりごし）。

## 変化

### 小釣腰
小釣腰（こつりごし）は相手の腋の下を通して後ろ帯を掴む釣腰。YouTube KODOKANチャンネルの釣腰の動画では基本形だけでなく小釣腰も紹介されている。

## 類似技
似た技に、大腰、浮腰、移腰などがある。
詳しくは大腰#類似の技を参照のこと。